# Shakira

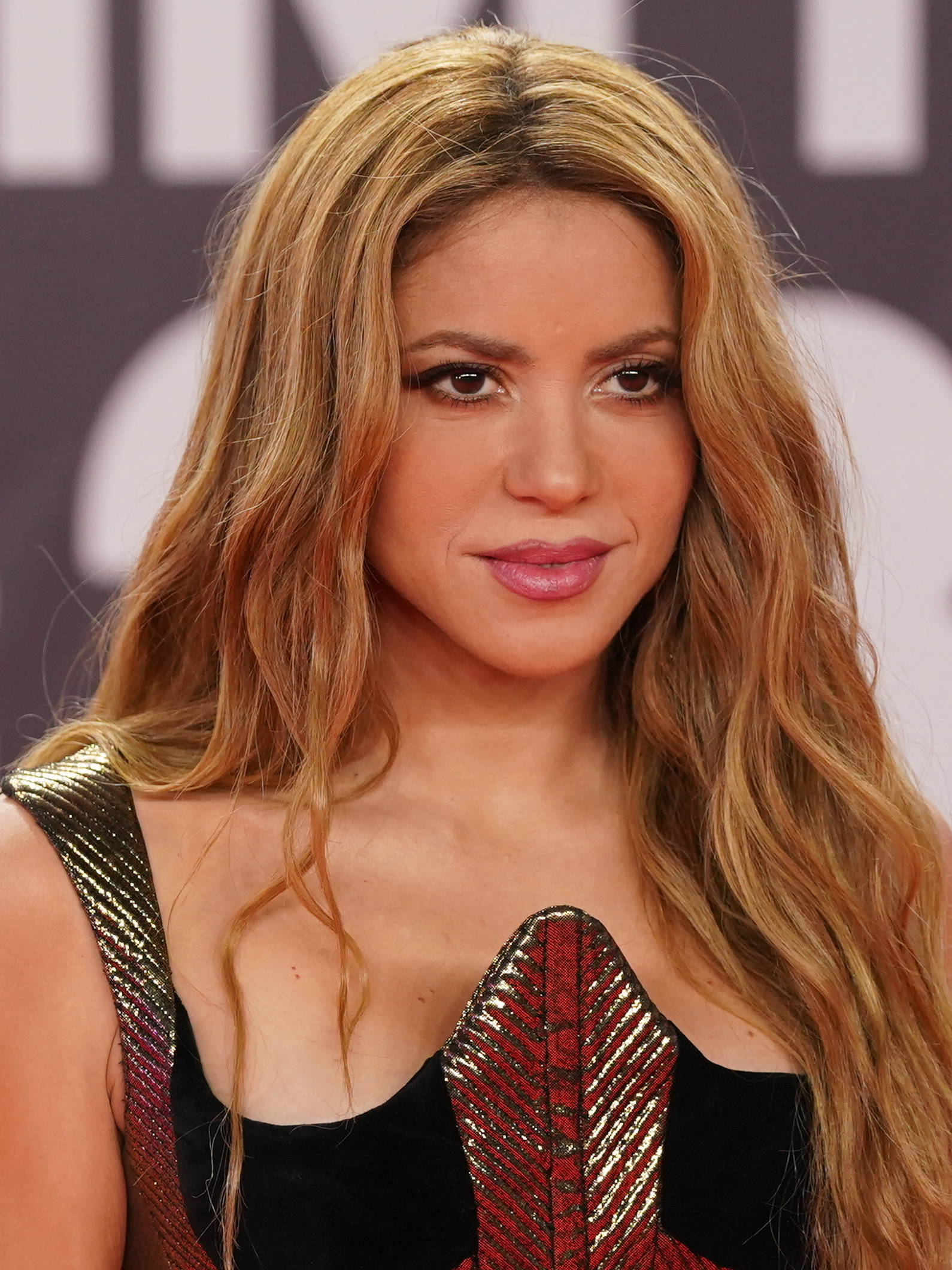
Shakira bei den Latin Grammys 2023

Shakiras Unterschrift

Shakira Isabel Mebarak Ripoll (* 2. Februar 1977 in Barranquilla) ist eine kolumbianische Pop-Sängerin und Songschreiberin. Zu Beginn ihrer Karriere sang sie auf Spanisch und hatte in Lateinamerika und Spanien erste Erfolge. Ihr erstes englischsprachiges Album Laundry Service machte sie 2002 zu einem globalen Popstar.

## Leben
Shakiras Vater William Mebarak Chadid, der hauptberuflich als Juwelier arbeitet und nebenbei Bücher schreibt, ist ein gebürtiger New Yorker mit libanesischer Herkunft, ihre Mutter Nidia del Carmen Ripoll Torrado ist gebürtige Kolumbianerin mit spanisch-katalanischen Wurzeln. Shakira ist ihr einziges gemeinsames Kind; „Shakira“ ist arabisch (شاكِرة, DMG šākira) und bedeutet „die Dankbare“. Zu ihren Halbgeschwistern aus der ersten Ehe ihres Vaters pflegt Shakira familiären Kontakt. Im Alter von 17 Jahren zog sie mit ihrer Familie nach Bogotá, verließ später Kolumbien und zog in die USA nach Florida, in die Nähe von Gloria Estefan und deren Mann, die zwei Alben für Shakira produzierten. Weil sie in Miami aufgrund ihrer Berühmtheit keine Ruhe mehr fand, ließ sich die Sängerin auf den Bahamas nieder.
Von 2000 bis 2010 war Shakira mit Antonio de la Rúa, dem Sohn des ehemaligen argentinischen Staatspräsidenten Fernando de la Rúa, liiert. Von 2010 bis 2022 war sie mit dem spanischen Fußballer Gerard Piqué zusammen und lebte mit ihm in Barcelona, da er beim Fußballverein FC Barcelona spielte. Im Januar 2013 kam in Barcelona ein gemeinsamer Sohn zur Welt. Ein zweiter Sohn wurde im Januar 2015 geboren. Im Juni 2022 wurde die Trennung des Paares bekanntgegeben.
Neben ihrer Muttersprache Spanisch spricht Shakira Englisch, Katalanisch, Portugiesisch sowie etwas Französisch, Italienisch und Arabisch.
Shakira Isabel Mebarak Ripoll hat den Namen Isabel Mebarak von ihrer aus Tannourine gebürtigen Großmutter väterlicherseits übernommen. 2018 besuchte sie Tannourine im Nord-Libanon; zu diesem Anlass wurde der Shakira Isabel Mebarak Square nach ihr benannt.

## Karriere

### 1990–1993: Anfänge
Shakira wurde als 13-Jährige entdeckt, als sie in einem Hotel ihrer Heimatstadt einem Sony-Manager eine Kassette mit eigenen Songs, aber auch mit Cover-Songs Material Girl und La Isla Bonita von Madonna überreichte und einen Plattenvertrag erhielt.
Mit 14 Jahren veröffentlichte sie ihr erstes Album, Magia (Magie, Zauberei), bei Sony BMG. Es floppte damals mit weniger als 1000 verkauften Kopien, ist aber heute unter Fans ein beliebtes Sammlerobjekt. Auch dem zweiten Album, Peligro (Gefahr), das Shakira im Jahr 1993 veröffentlichte, blieb größerer kommerzieller Erfolg verwehrt. Shakira entschied sich daher, vorerst mit der Musik aufzuhören und ihren Schulabschluss zu machen.

### 1994–2000: Erfolg auf dem spanischsprachigen Markt
Im Jahr 1994 spielte Shakira in der kolumbianischen Telenovela El Oasis, zu der sie auch den Soundtrack lieferte, die Rolle der Luisa Maria. Nach einem Jahr wurde El Oasis abgesetzt. Shakira lehnte später alle weiteren Angebote als Schauspielerin ab, da sie sich auf ihre Musikkarriere konzentrieren wollte.
Shakira kehrte im Herbst 1995 mit dem Album Pies descalzos (Barfuß) ins Musikgeschäft zurück. Es begründete mit über fünf Millionen verkauften Exemplaren ihren kommerziellen Erfolg. Die Single Estoy aquí (Ich bin hier) erreichte Platz eins in den kolumbianischen Charts und zog auch internationale Aufmerksamkeit auf sich. Das Album The Remixes enthielt Mixe von Titeln, die auf Pies descalzos enthalten waren. Da Shakira Portugiesisch spricht, wurden auch einige Titel auf Portugiesisch aufgenommen.
Shakira ließ ihr nächstes Album ¿Dónde están los ladrones? (Wo sind die Diebe?) (1998) von Emilio Estefan, Jr. produzieren. Die groß angelegte Produktion kostete über drei Millionen US-Dollar. Das Album wurde von der Kritik gelobt und war gleichzeitig mit sieben Millionen verkauften Exemplaren auch kommerziell erfolgreich. Es enthielt unter anderem die Hitsingle Ojos así (Augen wie diese), die auch weltweit erfolgreich war. Nach dem Erfolg des Albums folgte ein MTV-Unplugged-Konzert, das auf CD und DVD erschienen ist.

### 2001–2004: Globaler Durchbruch
2001 begann Shakira mit der Arbeit an einem englischsprachigen Album, bei dem sie mit Gloria Estefan zusammenarbeitete. Gloria Estefan übersetzte den Song Ojos así von Shakiras Album ¿Dónde están los ladrones? ins Englische und Shakira schrieb neue Songs für ihr im Herbst 2001 herausgebrachtes Album Laundry Service. Es war Shakiras erstes zweisprachiges Album und wurde in Hispanoamerika unter dem Namen Servicio de lavandería vermarktet. Die englischen Texte brachten ihr zusätzliche Hörer auf dem internationalen Markt und trugen dazu bei, dass sich das Album weltweit 13 Millionen Mal verkaufte. Mit den Singleauskopplungen wie Whenever, Wherever und Underneath Your Clothes, die ebenfalls sehr erfolgreich waren, bedeutete dies den Durchbruch für Shakira zum internationalen Superstar. Eine limitierte Ausgabe des Albums namens Washed and Dried enthält drei Bonustracks sowie eine Bonus-DVD mit dem Videoclip zu Objection (Tango), einem Live-Auftritt bei MTV und dem Making of von Objection (Tango).
Im Jahr 2003 ging Shakira auf Welt-Tournee, die sie auch zu Auftritten nach Deutschland führte. Das im Frühjahr 2004 veröffentlichte Live-Album zu dieser Tour, Live and off the Record, enthält eine CD mit Livesongs und eine DVD, die neben dem 90-minütigen Livekonzert auch eine ausführliche Dokumentation über die Tour und Interviews bietet.

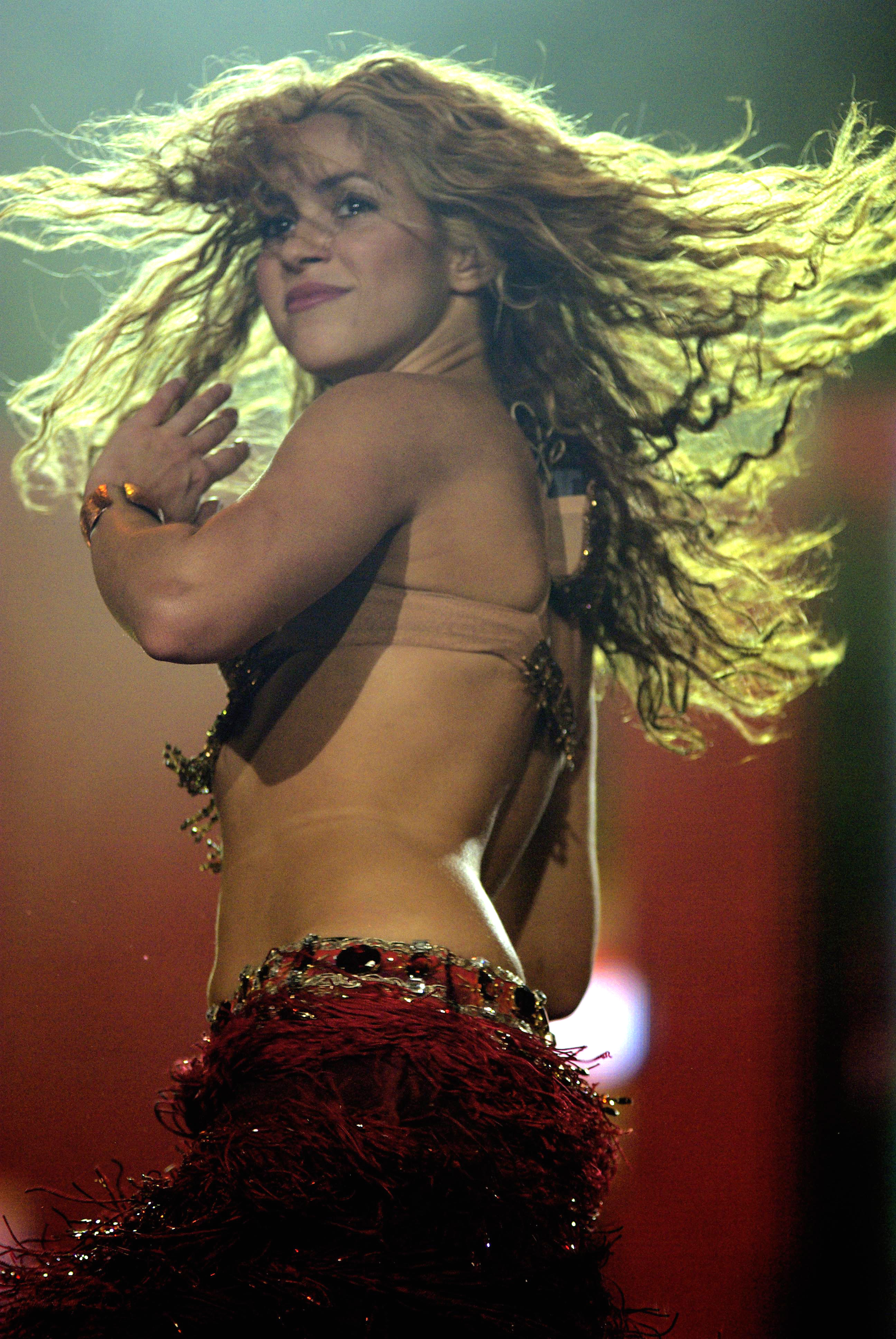
Shakira bei Rock in Rio in Madrid (2008)

### 2005–2008: Die „Fixation“-Ära
Im Juni 2005 veröffentlichte Shakira das spanischsprachige Album Fijación oral vol. 1, das sich rund fünf Millionen Mal verkaufte und für das sie am 8. Februar 2006 einen Grammy-Award in der Kategorie Best Latin Rock/Alternative Album erhielt. Unter anderem arbeitete sie für die Single La tortura (Die Folter) mit dem Spanier Alejandro Sanz zusammen. Shakira trat im Rahmen der weltweiten Live-8-Benefizkonzerte am 2. Juli 2005 in Paris auf. Am 25. November 2005 erschien das englischsprachige Album Oral Fixation Vol. 2, aus dem die Single Don’t Bother ausgekoppelt wurde. Von Oral Fixation Vol. 2 erschien am 7. April 2006 eine zweite Version, auf der auch ihre Singleauskopplung Hips Don’t Lie zu finden ist, die sie zusammen mit Fugees-Sänger Wyclef Jean aufgenommen hat. Der Song ist Shakiras bislang kommerziell erfolgreichstes Lied. Vor dem Finale der Fußball-Weltmeisterschaft 2006 im Berliner Olympiastadion hatte Shakira einen kurzen Auftritt, bei dem sie zusammen mit Wyclef Jean dieses Lied in einer abgewandelten Version sang.
Im Juni 2006 startete Shakira in Spanien ihre zweite Welt-Tournee, die „Oral Fixation Tour“. Bis Juli 2007 gab sie auf dieser Tour insgesamt 116 Konzerte, davon 69 auf dem amerikanischen Kontinent und 44 in Europa. Damit ist die Tournee bis heute Shakiras umfangreichste. Im Zuge der Tour absolvierte sie am 27. Mai 2007 ein Konzert mit 210.000 Zuhörern auf dem Zócalo in Mexiko-Stadt. Am 12. November 2007 wurde die DVD zur Tour unter dem Titel „Oral Fixation Tour“ veröffentlicht, die Platz 71 der deutschen Album-Charts erreichte.

### 2009–2012: Musikalischer Neustart

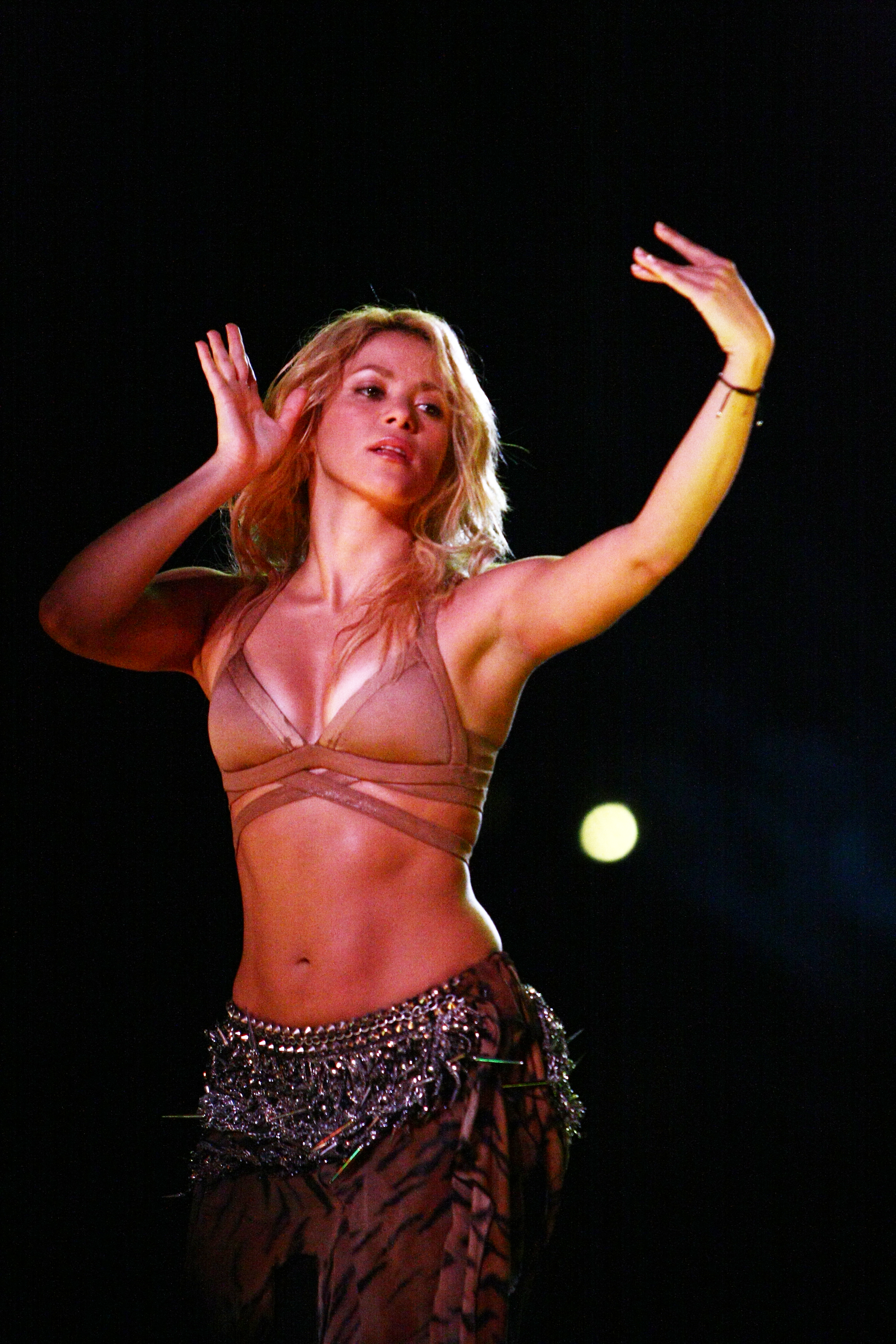
Shakira (2011)

Im Oktober 2009 erschien Shakiras englischsprachiges Album She Wolf, bei dem unter anderem Wyclef Jean und Pharrell Williams als Produzenten mitwirkten und das in Hispanoamerika unter dem Namen Loba vermarktet wurde. Das Album erreichte Platz 3 der deutschen Charts, konnte jedoch nicht an den Erfolg der Vorgängeralben anschließen. Die gleichnamige erste Single erschien bereits Anfang September 2009. Im November erschien She Wolf auch in den USA und erreichte hier Platz 15.
Mit Give It Up to Me wurde Mitte Oktober 2009 ein neuer Song vorgestellt. Der von Timbaland produzierte Track – eine Zusammenarbeit mit Rapper Lil Wayne – erschien im November in den USA als zweite Single. Im Video zur dritten Single Gypsy, das vom Regisseur Jaume de Laiguana inszeniert wurde, ist Tennisspieler Rafael Nadal an Shakiras Seite zu sehen.
Im Februar 2010 trat sie in der Halbzeitshow des NBA All-Star Games auf. Im Mai erschien Waka Waka (This Time for Africa), der zusammen mit der südafrikanischen Band Freshlyground produzierte offizielle Song zur Fußball-Weltmeisterschaft 2010. Dieses Lied basiert auf einem traditionellen afrikanischen Soldatenlied namens Zangalewa, das bereits 1986 von der Gruppe Golden Sounds aus Kamerun und später von weiteren Bands aufgenommen worden war. Die Single erreichte Platz 1 der deutschen, österreichischen und Schweizer Singlecharts. Im September 2010 startete in Montreal Shakiras dritte Welttournee, die „The Sun Comes Out“-Tour, die sie im Dezember auch für vier Konzerte in München, Berlin, Frankfurt und Köln führte und im Mai 2011 zwei zusätzliche Konzerte in Mannheim und Mönchengladbach beinhaltete. 
Im Oktober 2010 veröffentlichte Shakira das überwiegend spanischsprachige Album Sale el sol (Die Sonne geht auf), das sich im Gegensatz zu dem Vorgänger wieder an ihrem alten Stil orientiert. Die erste Single daraus ist Loca (Verrückt), die bereits im September ausgekoppelt worden war. Der Song stieg in Ländern wie Spanien und der Schweiz auf Platz 1 ein. Im April 2011 erschien die zweite Auskopplung Rabiosa (Tobend / Rasend), in der spanischen Version mit El Cata und in der englischen mit Pitbull. Das dazugehörige Video wurde im Juni veröffentlicht. 
Die dritte Single, der Titeltrack Sale el sol, wurde in Deutschland nicht veröffentlicht. Als nächste Auskopplung erschien im Oktober in einigen Ländern Antes de las seis (Vor sechs Uhr). Im Dezember veröffentlichte sie eine Live-DVD Shakira, Live from Paris zu dem Konzert im Juni. Anfang Dezember wurde das Konzert in über 200 Kinos weltweit gezeigt. Die Single Je l’aime à mourir (Ich bin unsterblich in ihn verliebt) stieg in Frankreich auf Platz 1.

### 2013–2019: Shakira und El Dorado
Ab März 2013 war Shakira Jurorin der vierten Staffel der US-Casting-Show The Voice. In der folgenden Staffel nahm Christina Aguilera ihren Platz ein, Shakira kehrte für Aufnahmen zu ihrem achten Album ins Studio zurück. Im Oktober gab sie anlässlich ihrer Partnerschaft mit T-Mobile ein Konzert im New Yorker Bryant Park. T-Mobile solle in Zukunft ihre Musik auf eine „neue und innovative Art und Weise“ vertreiben, wie Shakira sagte, und mit Werbekampagnen auf ihre Hilfsorganisation Fundación Pies Descalzos aufmerksam machen. So wurde ihr später erschienenes Album 50.000 US-amerikanischen T-Mobile-Nutzern kostenlos zum Download angeboten und eine App veröffentlicht.
Im Januar 2014 erschien mit Can’t Remember to Forget You ein Duett mit Rihanna, die erste Single von ihrem kommenden englischsprachigen Album. Die spanische Version des Songs ohne Rihanna, Nunca me acuerdo de olvidarte, wurde ebenfalls im Januar veröffentlicht. In Deutschland erschien das Album im März 2014.
Ferner steuerte sie zu dem Disney-Animationsfilm Zoomania das Titellied Try Everything bei. Das Lied erschien im Januar 2016 als Single, der Film startete im März 2016 in den Kinos. Ihr Name tauchte 2017 im Zusammenhang mit den sogenannten Paradise Papers, die Steuervermeidungstaktiken von Superreichen aufdeckten, auf.
Im Mai 2017 veröffentlichte Shakira das Album El Dorado. Bereits im Sommer 2016 war die erste Singleauskopplung des Albums, La bicicleta erschienen, die in Zusammenarbeit mit Carlos Vives entstand. Die zweite Single des Albums, Chantaje, entstand zusammen mit dem ebenfalls aus Kolumbien stammenden Sänger Maluma. Der Song wurde vielfach ausgezeichnet und in kurzer Zeit über zwei Millionen Mal verkauft. 
Als dritte Single wurde mit Me enamoré ein weiteres spanischsprachiges Lied veröffentlicht. Im Musikvideo zum Song geht es um Shakira, ihren Lebenspartner Gerard Piqué und ihre Beziehung. Auch das Album hielt sich einige Wochen in den Charts. Der Start der Tour zum Album war für den Herbst 2017 geplant, musste jedoch aus gesundheitlichen Gründen auf Juni 2018 verschoben werden. Im Frühjahr 2018 nahmen sie und Maluma mit Clandestino die dritte gemeinsame Single auf. Der spanischsprachige Song wurde im Juni 2018 veröffentlicht.

### Seit 2020
Im Januar 2020 wurde eine Single mit dem Titel Me Gusta mit Anuel AA veröffentlicht. Im Februar 2020 trat sie zusammen mit Jennifer Lopez in der Halbzeitshow des Super Bowl LIV auf. Im Juni 2020 wurde bekanntgegeben, dass Shakira bei dem Song Girl Like Me der Black Eyed Peas mitwirkt. Im Juni 2022 wurde ein Song mit derselben Konstellation und David Guetta, veröffentlicht, der den Titel Don't You Worry trägt.
Shakira trat im Juni 2020 beim Global-Goal-Konzert mit ihrem Song Sale El Sol auf. Im Juli verklagte sie den deutschen Rapper Samra wegen des Covers zu seinem Lied Shakira, auf dem sie mit einem Röhrchen in der Hand, zwei Bahnen Koks und Geldscheinen abgebildet ist. Durch die Zeile „Zieh’ kolumbianisches Koks wie Shakira“ erntete Samra in den Kommentaren seines Musikvideos lauter negative spanische Kommentare. Der Song wurde auf den Streamingdiensten gesperrt. Kurze Zeit später wurde der Song mit anderem Singlecover und umbenannt zu Kashira wieder auf den Streamingdiensten veröffentlicht.
Im Juli 2021 wurde Shakiras Single Don’t Wait Up veröffentlicht. Im April 2022 kündigte sie eine Zusammenarbeit mit dem puerto-ricanischer Latin-Pop-Sänger Rauw Alejandro an. Der gemeinsame Song Te Felicito erschien im selben Monat. Im Oktober 2022 wurde der Song Monotonía mit Ozuna veröffentlicht. Im selben Jahr bekam Shakira eine Anfrage, bei der Eröffnungsfeier der Fußball-Weltmeisterschaft in Qatar mitzuwirken. Dieses Angebot lehnte sie aus persönlichen Gründen ab.
Anfang des Jahres 2023 veröffentlichte der argentinische Musiker Bizarrap zusammen mit Shakira eine gemeinsame Musiksession. Diese konnte auf YouTube binnen 24 Stunden über 63 Millionen Aufrufe erzielen. Damit stellt das Video einen neuen Rekord eines lateinamerikanischen Liedes auf. Mit TQG veröffentlichte die Sängerin in Zusammenarbeit mit der kolumbianischen Sängerin Karol G einen weiteren Song, der im Februar 2023 erschien.
Im Mai 2023 veröffentlichte Shakira den Song Acróstico, der die Gedichtsform eines Akrostichons verwendet und die Namen ihrer Kinder Milan und Sasha in den einzelnen Strophen darstellt. Einige Tage nach der Veröffentlichung des Songs wurde ein Musikvideo veröffentlicht, in dem Shakiras Söhne jeweils einen Part des Songs singen. Diese Änderung wurde ohne vorherige Ankündigung vorgenommen und der Song wurde auf den Streamingplattformen entsprechend angepasst. Ende Juni folgte eine Kollaboration mit dem kolumbianischen Sänger Manuel Turizo, aus der der Song Copa Vacía entstand.
Im September 2023 trat Shakira bei den MTV Video Music Awards 2023 auf und gewann einen Award in der Kategorie „Best Collaboration“ für TQG mit Karol G. Zudem erhielt sie den Michael Jackson Video Vanguard Award für ihr Lebenswerk. Eine Woche später erschien der Song El Jefe in Kollaboration mit der Band Fuerza Regida.
Bei den Grammy Awards 2025 performte Shakira die Songs Ojos Así und Bzrp Music Session #53 live, was für sie zu dem Zeitpunkt den ersten Grammy-Auftritt seit 18 Jahren bedeutete. Gleichzeitig erhielt sie in der Kategorie Bestes Latin-Pop-Album einen Grammy-Award für das 2024 erschienene Album Las mujeres ya no lloran.

## Musikstil und Auftreten
Shakiras Mischung aus Rock, Pop und Latin Rock machte sie in den 1990er-Jahren in der gesamten spanischsprachigen Welt berühmt. Aber erst mit dem Wechsel von der spanischen zur englischen Sprache folgte der Durchbruch auf dem nordamerikanischen und europäischen Markt. Im Gegensatz zu Künstlern wie Ricky Martin oder Soraya ist Shakira nicht nur ein Latin-Star, sondern bewegt sich auch in anderen Musikrichtungen. So fand man auf Laundry Service eine Mischung aus Rock und Pop zusammen mit südamerikanischen Elementen.
Ihr Idol ist der Nirvana-Sänger Kurt Cobain. Daneben gibt sie an, dass Bands wie The Beatles, The Cure, Led Zeppelin und The Police ihre Musik beeinflussen. Auch die deutsche Band Scorpions zählt sie zu ihren Favoriten; in einem Pepsi-Werbespot und bei Konzerten trug sie ein T-Shirt der Band, Rudolf Schenker von den Scorpions überreichte ihr daraufhin 2002 eine seiner Gitarren. Außerdem spielen aufgrund der Herkunft ihres Vaters auch arabische Einflüsse eine Rolle in ihrer Musik.
Sie ist für ihren stark von Bauchtanz beeinflussten sinnlich-erotischen, viel Hüftschwung beinhaltenden Tanzstil bekannt. Bei Live-Auftritten und in ihren Musikvideos tritt sie häufig in knappen Kostümen und barfuß auf. Der mit dem Nobelpreis für Literatur ausgezeichnete kolumbianische Schriftsteller Gabriel García Márquez schrieb 1999 über sie: „Shakiras Musik hat eine persönliche Note, die keiner anderen gleicht. Niemand kann singen und tanzen wie sie, in keinem Alter, mit solcher unschuldigen Sinnlichkeit, die von ihr erfunden zu sein scheint.“

## Texte
Shakira schrieb schon als Kind eigene Songtexte in ihrer Muttersprache Spanisch. Auch heute schreibt sie noch einen Großteil ihrer Songs selbst, wobei sie aber mit verschiedenen anderen Songwritern wie Luis Fernando Ochoa und Lester Mendez zusammenarbeitet. Ihre ersten englischen Texte konnte Shakira nur mit Hilfe eines Reimlexikons schreiben:

„Es ist kein Problem, auf Englisch eine Pizza zu bestellen oder einem Anwalt Anweisungen zu geben, aber ein Liebeslied in einer erlernten Sprache zu schreiben[,] ist ein schwieriger Job.“

Mittlerweile hat sich ihr Englisch aber soweit verbessert, dass sie nicht mehr so oft auf diese Hilfsmittel zurückgreifen muss. Aber eine Redakteurin des US-amerikanischen Fachblattes Vibe sagte: „Auf Spanisch ist ihre Musik Pop mit Poesie. Im Englischen ersaufen ihre Texte in Klischees.“
In ihren Texten geht es oft um die Liebe. Daneben gibt es aber auch Lieder mit politischen oder gesellschaftskritischen Aussagen. Ein Beispiel dafür ist das Lied Se quiere, se mata (Man will es/liebt es, man tötet es), in dem es um ein Mädchen geht, das einen Jungen liebt, den ihre Eltern nicht mögen, und ungewollt schwanger wird. Infolge der heimlichen Abtreibung stirbt sie. Shakira kritisiert mit dem Lied das Handeln vieler Eltern und diese Form der Abtreibung. Auf dem Album ¿Dónde están los ladrones? kritisiert Shakira unter anderem im Song Octavo día („Der achte Tag“) die Korruption von Kirchenvertretern, Lehrern und Politikern.

## Diskografie
Studioalben

| Jahr | Titel Musiklabel                                                            | Höchstplatzierung, Gesamtwochen, AuszeichnungChartplatzierungen (Jahr, Titel, Musiklabel, Platzierungen, Wochen, Auszeichnungen, Anmerkungen) | Höchstplatzierung, Gesamtwochen, AuszeichnungChartplatzierungen (Jahr, Titel, Musiklabel, Platzierungen, Wochen, Auszeichnungen, Anmerkungen) | Höchstplatzierung, Gesamtwochen, AuszeichnungChartplatzierungen (Jahr, Titel, Musiklabel, Platzierungen, Wochen, Auszeichnungen, Anmerkungen) | Höchstplatzierung, Gesamtwochen, AuszeichnungChartplatzierungen (Jahr, Titel, Musiklabel, Platzierungen, Wochen, Auszeichnungen, Anmerkungen) | Höchstplatzierung, Gesamtwochen, AuszeichnungChartplatzierungen (Jahr, Titel, Musiklabel, Platzierungen, Wochen, Auszeichnungen, Anmerkungen) | Höchstplatzierung, Gesamtwochen, AuszeichnungChartplatzierungen (Jahr, Titel, Musiklabel, Platzierungen, Wochen, Auszeichnungen, Anmerkungen) | Höchstplatzierung, Gesamtwochen, AuszeichnungChartplatzierungen (Jahr, Titel, Musiklabel, Platzierungen, Wochen, Auszeichnungen, Anmerkungen) | Anmerkungen                                                    |
| Jahr | Titel Musiklabel                                                            | DE | AT | CH | UK | US | Latin | ES | Anmerkungen                                                    |
| ---- | --------------------------------------------------------------------------- | --- | --- | --- | --- | --- | --- | --- | -------------------------------------------------------------- |
| 1991 | Magia Columbia Records (Sony)                                               | — | — | — | — | — | — | — | Erstveröffentlichung: 24. Juni 1991                            |
| 1993 | Peligro Columbia Records (Sony)                                             | — | — | — | — | — | — | — | Erstveröffentlichung: 25. März 1993                            |
| 1995 | Pies descalzos (auch bekannt als: Colección de Oro) Columbia Records (Sony) | DE71 (3 Wo.)DE | — | — | — | US— PlatinUS | Latin5 (102 Wo.)Latin | ES25 (23 Wo.)ES | Erstveröffentlichung: 6. Oktober 1995 Verkäufe: + 5.000.000    |
| 1998 | ¿Dónde están los ladrones? Columbia Records (Sony)                          | DE79 (9 Wo.)DE | — | CH73 (5 Wo.)CH | — | US131 Platin · (22 Wo.)US | Latin1 (107 Wo.)Latin | ES22 Platin · (28 Wo.)ES | Erstveröffentlichung: 29. September 1998 Verkäufe: + 4.074.351 |
| 2001 | Laundry Service / Servicio de lavandería Epic Records (Sony)                | DE2 ×5Fünffachgold · (77 Wo.)DE | AT1 ×2Doppelplatin · (71 Wo.)AT | CH1 ×5Fünffachplatin · (84 Wo.)CH | UK2 ×3Dreifachplatin · (51 Wo.)UK | US3 ×4Vierfachplatin · (62 Wo.)US | — | ES1 ×5Fünffachplatin · (43 Wo.)ES | Erstveröffentlichung: 13. November 2001 Verkäufe: + 13.000.000 |
| 2005 | Fijación oral vol. 1 Epic Records (Sony BMG)                                | DE1 ×3Dreifachgold · (33 Wo.)DE | AT2 Platin · (23 Wo.)AT | CH2 Platin · (31 Wo.)CH | — | US4 Platin · (33 Wo.)US | Latin1 Diamant + Platin · (83 Wo.)Latin | ES1 ×3Dreifachplatin · (88 Wo.)ES | Erstveröffentlichung: 3. Juni 2005 Verkäufe: + 2.913.613       |
| 2005 | Oral Fixation Vol. 2 Epic Records (Sony BMG)                                | DE4 ×2Doppelplatin · (71 Wo.)DE | AT6 Platin · (45 Wo.)AT | CH3 Platin · (57 Wo.)CH | UK12 Platin · (30 Wo.)UK | US5 ×3Dreifachplatin · (58 Wo.)US | — | ES3 Platin · (44 Wo.)ES | Erstveröffentlichung: 25. November 2005 Verkäufe: + 5.077.585  |
| 2009 | She Wolf / Loba Epic Records (Sony)                                         | DE3 Gold · (25 Wo.)DE | AT4 (15 Wo.)AT | CH1 Gold · (46 Wo.)CH | UK4 Gold · (15 Wo.)UK | US15 (15 Wo.)US | — | ES2 Platin · (54 Wo.)ES | Erstveröffentlichung: 9. Oktober 2009 Verkäufe: + 867.000      |
| 2010 | Sale el sol (auch bekannt als: The Sun Comes Out) Epic Records (Sony)       | DE6 Platin · (38 Wo.)DE | AT3 Platin · (44 Wo.)AT | CH2 ×2Doppelplatin · (49 Wo.)CH | — | US7 (20 Wo.)US | Latin1 Diamant · (207 Wo.)Latin | ES1 ×2Doppelplatin · (63 Wo.)ES | Erstveröffentlichung: 15. Oktober 2010 Verkäufe: + 2.475.613   |
| 2014 | Shakira. RCA Records (Sony)                                                 | DE5 (16 Wo.)DE | AT3 (15 Wo.)AT | CH2 (21 Wo.)CH | UK14 (7 Wo.)UK | US2 (18 Wo.)US | — | ES2 Gold · (25 Wo.)ES | Erstveröffentlichung: 21. März 2014 Verkäufe: + 205.000        |
| 2017 | El Dorado Sony Music Latin (Sony)                                           | DE19 (7 Wo.)DE | AT10 (4 Wo.)AT | CH3 Platin · (21 Wo.)CH | UK54 (1 Wo.)UK | US15 (13 Wo.)US | Latin1 Diamant · (165 Wo.)Latin | ES2 (45 Wo.)ES | Erstveröffentlichung: 26. Mai 2017 Verkäufe: + 1.131.000       |
| 2024 | Las mujeres ya no lloran Sony Music Latin (Sony)                            | DE15 (2 Wo.)DE | AT8 (2 Wo.)AT | CH4 (4 Wo.)CH | — | US13 (5 Wo.)US | Latin1 ×7Siebenfachplatin · (38 Wo.)Latin | ES1 Gold · (… Wo.)ES | Erstveröffentlichung: 22. März 2024 Verkäufe: + 920.000        |

grau schraffiert: keine Chartdaten aus diesem Jahr verfügbar

## Filmografie
- 1994: El Oasis Telenovela (Hauptrolle)
- 2009: Ugly Betty (Gastauftritte in 2 Folgen)
- 2010: Die Zauberer vom Waverly Place (Wizards of Waverly Place, Gastauftritt, Folge 3x12)
- 2014: Dreamland (Folge 1x3)
- 2016: Zoomania (Zootopia, Stimme von Gazelle)
- 2022: Zoomania+ (Zootopia+, Stimme von Gazelle, Folge 1x5)

## Auszeichnungen
Die ersten wichtigen Preise, die Shakira erhielt, waren die Billboard Latin Music Awards im Jahr 1997. Sie gewann in den Kategorien „Best Album“ mit Pies Descalzos, „Best Video“ mit Estoy Aquí und „Best New Artist“. 1999 folgte der Sieg in der Kategorie „Best Female Pop Artist“. Ebenfalls noch vor ihrem englischsprachigen Durchbruch gewann sie im Jahr 2001 in der Kategorie „Best Latin Album“ mit MTV Unplugged.
Im Jahr 1998 wurde ihr der World Music Award in der Kategorie „Best Latin Artist“ verliehen, worin sich ihr Durchbruch auf dem lateinamerikanischen Markt zeigte. 2003 erhielt Shakira den World Music Award in der Kategorie „Best Latin Female Artist“.
Außerdem wurde ihr 2001, schon vor ihrem internationalen Durchbruch, ihr erster Grammy-Award in der Kategorie „Best Latin Pop Album“ für das Album MTV Unplugged verliehen. 2006 folgte ihr zweiter Grammy, den sie mit Fijacion Oral Vol. 1 in der Kategorie „Best Latin Rock/Alternativ Album“ gewann. Daneben erhielt sie 2000 zwei und 2002 einen Latin-Grammy-Award. El Dorado brachte ihr dann 2018 ihren dritten Album-Grammy. Einen vierten Album-Grammy erhielt Shakira im Jahr 2025 durch ihr 2024 veröffentlichtes Album Las mujeres ya no lloran.
2002 und 2005 gewann Shakira jeweils fünf MTV Latinoamérica Awards. In beiden Jahren gewann sie die Kategorien „Artist of the Year“, „Best Female Singer“ und „Best Pop Artist“. Bei den MTV Europe Music Awards wurde Shakira 2005 in der Kategorie „Best Female Artist“ geehrt.
2005 erhielt sie außerdem einen American Music Award als „Best Latin Artist“ und drei Billboard Music Awards in den Kategorien „Latin Song of the Year“ mit La Tortura, „Latin Albums Artist of the Year“ und „Latin Album of the Year“ mit Fijacion Oral vol. 1.
2006 gewann sie als Choreographin den Best Choreography-Award für ihr Hips Don’t Lie-Video bei den MTV Video Music Awards und den Song of the Year-Award für Hips Don’t Lie bei den Latinamerica MTV Music Awards. Daneben gewann Shakira 2006 fünf Latin Grammys, unter anderem in den Kategorien Album of the Year und Song of the Year.
Ihr Song „La despedida“ aus dem Soundtrack zum Film „Die Liebe in den Zeiten der Cholera“ wurde 2008 bei der 65. Golden-Globe-Verleihung in der Kategorie „Bester Filmsong“ nominiert.
2009 wurde ihr der Ehrenpreis des Kinderhilfswerkes UNICEF sowie der Bambi in der Kategorie Pop International verliehen.
Am 8. November 2011 wurde sie mit dem 2.454. Stern auf dem Hollywood Walk of Fame ausgezeichnet.
2014 wurde eine in Ecuador heimische Brackwespenart aus der Gattung Aleiodes mit dem wissenschaftlichen Namen Aleiodes shakirae benannt. Diese Wespen legen ihre Eier in Raupen ab, die daraufhin von innen aufgefressen werden. Dabei winden sie sich, ähnlich wie Shakira beim Bauchtanz – so die offizielle Begründung für die Namenswahl.
2023 wurde sie bei den MTV Video Music Awards in der Kategorie „Best Collaboration“ für ihren Song „TQG“ zusammen mit Karol G ausgezeichnet und erhielt außerdem den Michael Jackson Video Vanguard Award. 
Im selben Jahr erhielt sie bei den Latin Grammys drei Latin Grammy Awards.

## Soziales Engagement

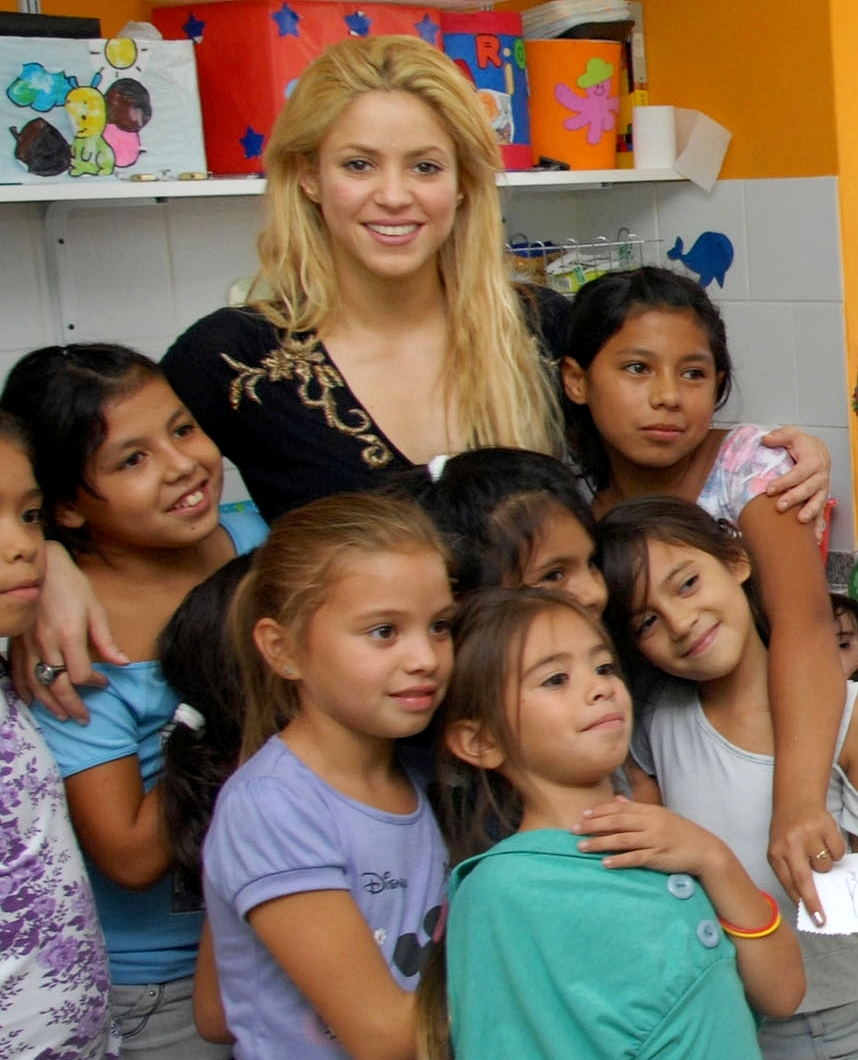
Shakira 2011 in einem Kindergarten

1997 gründete Shakira die Fundación Pies Descalzos (Stiftung Barfuß), um Kindern in Kolumbien zu helfen. Mit Hilfe des Bildungsministeriums und des kolumbianischen Instituts für Familienhilfe führt die Stiftung ein Programm mit Bildungsmaßnahmen und Nahrungshilfen für obdachlose und hilfsbedürftige Kinder durch. In sechs Schulen in Barranquilla, Bogotá und Quibdó werden momentan über 5.000 Kinder betreut. Die Organisation engagiert sich auch in Haiti und Südafrika. 2003 wurde Shakira zur Botschafterin für das Kinderhilfswerk der Vereinten Nationen, UNICEF, ernannt. Im April 2006 wurde sie für die Gründung ihrer Stiftung von den United Nations mit einem Preis geehrt.
In ihrer Rolle als Botschafterin für UNICEF, die sie seit 2003 innehat, reist sie unter anderem in von Klimakatastrophen betroffene Gebiete und setzt sich für Kinder ein.
Im September 2007 spendete Shakira über ihre Stiftung ALAS 40 Millionen Dollar, um den Wiederaufbau der von Naturkatastrophen zerstörten Regionen in Peru und Nicaragua zu beschleunigen. Außerdem versprach sie je fünf weitere Millionen für vier südamerikanische Staaten, um Bildungsprojekte zu fördern. Die Summe wird für den Wiederaufbau von sanitären Anlagen, die Rekonstruktion des Bildungssystems und für Mittel zur Verbesserung der Lebensqualität in den Gebieten, die von den Naturkatastrophen betroffen waren, verwendet. Im Dezember 2007 bekam sie in der Sendung Ein Herz für Kinder (ZDF) für ihr Engagement die Auszeichnung »Charity-Person des Jahres«.
Ende Dezember 2007 besuchte Shakira Bangladesch, um die Opfer des Zyklons Sidr zu unterstützen. An ihrem 32. Geburtstag eröffnete Shakira eine sechs Millionen Dollar teure Schule in ihrer Heimatstadt Barranquilla. Es ist bereits die fünfte Schule, die von Shakira und ihrer Stiftung gegründet worden ist.
Außerdem erreichte sie bei der Clinton Global Initiative 2007 eine Zusage des spanischen Staats für 40 Millionen US-Dollar, mit denen Opfern von Naturkatastrophen geholfen werden sollen.
2010 war Shakira neben Alejandro Sanz, Miguel Bosé, Juanes und Enrique Iglesias an der Benefiz-Single Ay Haiti beteiligt, die zugunsten der Erdbebenopfer von Haiti aufgenommen wurde. Im selben Jahr lud sie der US-amerikanische Präsident Barack Obama ins Weiße Haus ein, um Kinder betreffende Politik zu diskutieren.

## Steuerhinterziehung
Die Pandora Papers führen Shakira als eine von vielen Prominenten auf, die mit Offshore-Finanzkonstrukten Steuerflucht (wenn nicht sogar Steuerhinterziehung) begingen. Shakira erklärte dazu, sich an sämtliche Gesetze und Vorschriften gehalten zu haben. Nachdem ihr spanische Behörden Steuerhinterziehung in Höhe von 14,5 Millionen Euro vorwarfen und ihr einen Vergleich anboten, den sie ablehnte, wurde sie im Juli 2022 von der Staatsanwaltschaft der Provinz Barcelona verklagt. Im November 2023 stimmte Shakira dem Vergleich schließlich zu, um einer Verurteilung und der von der Staatsanwaltschaft geforderten Haftstrafe von acht Jahren und zwei Monaten zu entgehen; sie bekannte sich der Steuerhinterziehung in Höhe von 14,5 Millionen Euro schuldig und zahlte die hinterzogenen Steuern nach. Sie verpflichtete sich außerdem, eine Geldstrafe von mehreren Millionen Euro zu zahlen.